# Искендеров, Анар Джамал оглы
Анар Джамал оглы Искендеров (азерб. Anar Camal oğlu İsgəndərov, род. 10 января 1956, Бёюк-Колатан, Масаллинский район) — азербайджанский историк, доктор исторических наук, профессор, заведующий кафедрой «источниковедения, историографии и методики» Бакинского государственного университета, депутат Милли меджлиса Азербайджана (с 2020 года), председатель комитета по науке и образованию Милли Меджлиса (с 2024 года).

## Биография
Окончил с отличием исторический факультет Азербайджанского государственного университета (1973—1978). 
С 1984 года работает в БГУ на кафедре источниковедения, историографии и методики. 
В 1989 году защитил кандидатскую диссертацию на тему: «Историография установления и укрепления Советской власти в Азербайджане». В 2004 году защитил докторскую диссертацию на тему: «Историография проблемы геноцида тюрков в Азербайджане 1917—1918 годы». 
В 1978 — 1981 годах работал учителем истории в Масаллинском районе Азербайджана. В 1982 — 1984 годы работал в Азербайджанском институт нефти и химии (АзИНЕФТЕХИМ им. М. Азизбекова) заведующим кабинета на кафедре философии. 
С 1984 по 1999 год работал в БГУ на кафедре источниковедения, историографии и методики старшим лаборантом, педагогом, старшим педагогом, доцентом. 
С 1999 года заведующий кафедрой источниковедения, историографии и методики БГУ. 
Проводит лекционные и семинарские занятия по следующим предметам: «Историография истории Азербайджана»; «Источниковедение истории Азербайджана»; «Актуальные проблемы исторической науки»; «Методологические проблемы исторических исследований».
В 2024 году на парламентских выборах в Азербайджане, которые состоялись 1 сентября, одержал победу в Ленкоранском сельском избирательном округе №78. Официально избран депутатом Милли меджлиса Азербайджана седьмого созыва, первое заседание которого состоялось 23 сентября 2024 года.

## Избранные произведения
- Историография мартовских событий 1918 года. — Баку, 1997
- Азербайджанская Демократическая Республика. — Баку, 2003
- Историография проблемы геноцида тюрков в Азербайджане в 1918—1920 годы. — Баку, 2006
- Независимый Азербайджан и Нуру Паша. журнал «Birlik», №2 Баку, 2008
- Гейдар Алиев и азербайджанская народная независимость. (Ümummilli lider Heydər Əliyevin anadan almasının 85-ci dönümü münasibətləri tarix fakültəsi əməkdaşlarının elmi-praktik konfransın materialları. — Баку, 2008
- Учинённый геноцид против тюрко-мусульманского населения в 1959—1918 годах. Tarix, insan və cəmiyyət Elmi nəzəri və elmi-metodik, №1, 2011
- Азербайджан и Кавказско-Исламская армия. («Geostrategiya», №4 2011
- Несколько слов об азербайджанской народной независимости. Сопротивляющиеся процессы и Мировая интеграция. (Azərbaycan Dövlətçiliyyinin 94 illiyinə Heydər Əliyevin anadan olmasının 89-cu ildönümünə həsr edilən beynəlxalq elmi konfransının materialları. Azərbaycan Universiteti. — Баку, 2012
- Азербайджанская независимость: успехи и проблемы. (Azərbaycan Xalq Cümhuriyyətinin 95 illiyinə həsr edilmiş Respublika elmi konfrans materialları. — Баку, 2015
- Историческая демография (учебник, в соавторстве). — Баку, 2017
- Massacres against türk-muslims population committed by dashnak-bolsheviks in 1918—1920s. (Azerbaijan National Academy of Sciences. Commission on Research of Genocide against Azerbaijanis İnstitute of the Caucasus Studies The Relaties of Genocide. — Баку, 2017, с. 162-184)
- Геноцид Губы. (Литературно-художественный, научно-публицистический журнал «Мультикультурализм», № 2, Баку, 2017, с. 51-55
- История и ее методология (учебник, в соавторстве). — Баку, 2024.

## Конференции
- В 1998 году на международной научной конференции в Анкаре, посвящённой 75-летию Турецкой Республики, за доклад был награждён премьер-министром Турецкой Республики наручными часами и золотой медалью «Алтун».
- В декабре 2008 года за заслуги в области исследования истории Турции и Азербайджана был награждён «золотым нагрудным значком».
- В 2014 году в Турции, в городе Эскишехир был проведён международный симпозиум под названием Пик мудрости тюркского мира. На конференции участвовали представители министерства Турецкой Республики. Целью симпозиума является построить будущее вместе, то есть понятие и восприятия её мудрости в духе национальных и культурных ценностей.
- Геноцид против азербайджанского населения в Ленкоране в 1918-1919 годах. Материалы IV международной научной конференции «Геноциды против тюрко-мусульманских народов в XX веке» Лянкяран, 22-27 апреля 2017 года, с.27-32
- Гейдар Алиев и Азербайджанская Демократическая Республика. Материалы V международной научной конференции, посвященной 94-летию Гейдара Алиева, генерального лидера азербайджанского народа и 24-й годовщины его возвращения к власти. Шамахи, 23 июня 2017 года, с.12-18

## Награды
- Медаль «Прогресс» (30 октября 2009) — за заслуги в развитии образования и науки в Азербайджане[7]
- Орден «За службу Отечеству» III степени (11 января 2016) — за заслуги в исследовании периода Азербайджанской Демократической Республики[8]
- Почётный диплом Президента Азербайджанской Республики (25 ноября 2019) — по случаю 100-летия Бакинского государственного университета и за заслуги в развитии образования и науки в Азербайджане[9]
- Медаль «100-летие Бакинского Государственного Университета» (25 ноября 2019) — сотрудники университета, добившиеся высоких достижений в области науки и образования, внесшие особый вклад в развитие этих направлений, активно участвовавшие в социально-культурном развитии[10].